# 小炭墩属
小炭墩属（学名：Kretzschmariella）是炭角菌科下的一个属。

## 下属物种
本属包括以下物种：
- 藁杆小炭墩菌 Kretzschmariella culmorum (Cooke) Y.M.Ju & J.D.Rogers